# Ефимов, Гавриил Дмитриевич
Гаврии́л Дми́триевич Ефи́мов (24 февраля 1920, Сулгачинский наслег, Якутская АССР — 2000, Якутск) — советский и якутский общественный деятель, педагог, писатель, поэт.

## Биография
Гавриил Ефимов родился в Сулгачинском наслеге Амгинского района (ныне Ожулунский наслег) 24 февраля 1920 года. В 1940 году окончил Чурапчинское училище, в 1954 году — Якутский педагогический институт по специальности «Учитель истории средней школы».
Трудовая деятельность Гавриила Дмитриевича началась в 1940 году с назначения учителем Чурапчинской, затем Хаяхсытской семилетних школ. В 1942 году призван в ряды Красной армии и воевал на Северо-Западном фронте связистом 20 отдельной лыжной бригады 1234 стрелкового полка 370-й стрелковой дивизии. Участвовал на боях в районе Старой Руссы, во время сражения на Ильменском озере был тяжело ранен. Награждён орденом Красной Звезды и вернулся на родину на двух костылях. Тогда его земляки-учащиеся на вечере учащиеся спели песню «Ийэбэр» («Матери») на его стихи, которые он прислал с фронта в журнал «Хотугу сулус» («Полярная звезда»).
В 1944 году Ефимов был избран 1-м секретарём Чурапчинского райкома комсомола и пробыл на этой должности до 1946 года. Он проводил большую работу среди молодёжи по заботе о детях-сиротах, вдов войны.
Работал директором Кытанахской (1947—1952), Ожулунской (1953—1954) семилетних школ, Чурапчинской средней (1954—1957, 1961—1966) школы, Республиканской речевой школы-интерната (1973), ГПТУ-7 г. Якутска (1978—1982).
В 1989 году Ефимов был избран на пост председателя Республиканского общества инвалидов. Он начал активную работу по пенсионному обеспечению, участвовал в разработке нормативных актов, постановлений по поддержке инвалидов.
В 1992 году в Якутии был принят Закон «О социальной защите инвалидов в Республике Саха (Якутия)». Считается, что благодаря Гавриилу Ефимову во всех районах республики появились общественные организации инвалидов и начали работать производственные цехи инвалидов. С 1992 года Республиканское общество инвалидов под руководством Гавриила Дмитриевича стало проводить фестивали «Зажги свою звезду» для детей-инвалидов, с 1993 года — спартакиаду инвалидов, тогда же усилилась работа по обеспечению жильём инвалидов.
Гавриил Ефимов также был писателем, писал очерки и статьи о тяжёлой судьбе переселенцев Чурапчинского улуса на Крайнем Севере, освещал социальные вопросы, увлекался стихами.

## Личная жизнь
Был отцом девятерых детей. Многие из детей, внуков Ефимовых стали педагогами и работают в дошкольных, общеобразовательных учреждениях, высшей школе и отмечены знаком «Династия педагогов Республики Саха (Якутия)» — Ефимовы (2010).

## Награды
- Медаль «За победу над Германией» (1946);
- Медаль «За доблестный труд в Великой Отечественной войне 1941—1945 гг.» (1946);
- Медаль «За доблестный труд во ознаменование 100-летия со дня рождения В. И. Ленина» (1970);
- Знак «Отличник народного просвещения» (1970);
- Почётный гражданин Чурапчинского улуса (1970);
- Орден Отечественной войны I степени (1985)[4];
- Заслуженный работник культуры ЯАССР (1990)[4];
- Орден Дружбы (1998)[4];
- Почётный знак Российского комитета ветеранов войны (1999);
- 10 юбилейных медалей, почётные грамоты президиума Верховного Совета ЯАССР, президента РС (Я)[3].

## Память
В селе Чурапча названа улица его именем, в Чурапчинской средней школе ежегодно проводятся районные соревнования среди юношей старших классов. О его жизни брат Николай Ефимов выпустил документальную повесть «Алаас уола Аратаа» (2005), написаны статьи в республиканских, районных газетах, в книгах о ветеранах ВОВ.
В феврале 2020 года Якутская республиканская организация Общероссийской общественной организации «Всероссийское общество инвалидов» к 100-летию Гавриила Ефимова провела ряд мероприятий по Якутии: фестивали творчества, спортивные соревнования, акции, встречи и передачи телевидения и радио.